# Tryphera lugubris
Tryphera lugubris là một loài ruồi trong họ Tachinidae.